# Oude Ebbingestraat 52
Aan de Oude Ebbingestraat 52 in Groningen staat een monumentaal pand, dat dateert uit de 17e eeuw.

## Beschrijving
Het omstreeks 1630 gebouwde pand aan de Oude Ebbingestraat 52 werd in 1996 gerestaureerd. Bij deze restauratie kreeg het bovenste, maniëristisch vormgegeven, deel van de voorgevel weer de oorspronkelijke kleuren rood en een lichte okerkleur terug. De zesruitsvensters hebben een boogrand, gedecoreerd met blokjes afgewisseld met sierkoppen en voorzien van een vulling met een schelpmotief. Ter weerszijden van het venster in de geveltop bevinden zich twee nissen. In de linkernis is een reliëf met de afbeelding van Johannes de Doper met het lam Gods en in de rechternis is een reliëf met de afbeelding van Johannes de evangelist met in zijn hand een kelk met een slang. In de nisrand zijn decoratieve blokjes aangebracht. De trapgevel bezit klauwstukken en siervazen op de treden.
De vormgeving van de onderpui dateert uit de periode van de jugendstil en is ontworpen door de Groninger architect Antonius Theodorus van Elmpt. In de langgerekte gepleisterde zijgevel in de Butjesstraat is een dakkapel met een hijskap aangebracht. In het pand is een onderdelenwinkel gevestigd.
Het gebouw is erkend als rijksmonument.